# 莫朝玉墓
莫朝玉墓，位于中国广东省清远市连山县福堂镇班瓦村，为清远市连山县的一个县级文物保护单位，类型为古墓葬，公布时间为1990年。
莫朝玉墓的历史年代为明、清。